# Regionaler Wachstumskern
Ein Regionaler Wachstumskern (RWK) ist eine in ausgewählten wirtschaftlichen Branchen durch die Landesregierung Brandenburg besonders geförderte Region.

## Geschichte
Unter Abkehr der alten Wirtschaftsförderung nach dem Gießkannenprinzip begann die brandenburgische Landesregierung 2004 die Förderung neu auszurichten. In Zukunft sollten nur noch zukunftsfähige Branchen, die in den einzelnen Regionen Brandenburgs bereits Fuß gefasst hatten und starke Wachstumspotenziale versprachen, gefördert werden. Man schuf dazu unter Einbeziehung von 26 Städten und Gemeinden 15 Regionale Wachstumskerne und legte für jeden die förderfähigen Branchenkompetenzfelder fest.

## Regionale Wachstumskerne
| Region                                                                            | Einwohner | Sozialversicherungspflichtige Beschäftigte | Anteil an EW | Branchenkompetenzfelder | Wichtige Unternehmen |
| --------------------------------------------------------------------------------- | --------- | ------------------------------------------ | ------------ | --- | --- |
| Brandenburg an der Havel                                                          | 072.264   | 26.717                                     | 36,97 %      | Automotive Kunststoffe Logistik Metallbe- und verarbeitung/Mechatronik Schienenverkehrstechnik                                                                    | Heidelberger Druckmaschinen AG, Brandenburger Elektrostahlwerke GmbH, ZF Getriebe GmbH Werk Brandenburg, RapidEye AG, GBM Gleisbaumechanik Brandenburg/H. GmbH, voestalpine BWG GmbH & Co. KG, BWB Betonwerke Berlin-Brandenburg GmbH, DB AG Systemtechnik Instandhaltungssysteme Festigkeit und Simulation, Technische Regelwerke |
| Cottbus                                                                           | 0100.219  | 47.384                                     | 47,43 %      | Energiewirtschaft/-technologie Medien/IKT Metallbe- und verarbeitung/Mechatronik Schienenverkehrstechnik Ernährungswirtschaft                                     | Vattenfall Europe Mining & Generation AG, Envia Mitteldeutsche Energie AG, ABB Asea Brown Boveri Ltd., DB Fahrzeuginstandhaltung GmbH Werk Cottbus, Bertelsmann AG, Walter services GmbH, Kunella Feinkost GmbH |
| Eberswalde                                                                        | 040.967   | 16.038                                     | 39,15 %      | Automotive Ernährungswirtschaft Holzverarbeitende Wirtschaft und Papier Kunststoff/Chemie Logistik Metallbe- und verarbeitung/Mechatronik Schienenverkehrstechnik | ALKO Fördertechnik GmbH, arxes Engineering GmbH, bamos GmbH, bajuenergy GmbH, biemadent GmbH, Denker & Wulf AG, Eberswalder Brot- und Feinbackwaren GmbH, Eberswalder Stahlhandel GmbH, Eberswalder Wurst GmbH, EGV Lebensmittel für Großverbraucher AG, Finow Automotive GmbH, FINOW Rohrsysteme GmbH, GLG – Gesellschaft für Leben und Gesundheit mbH, Gillert Medizintechnik e.K., Hauptgenossenschaft Nord AG, Kirow Ardelt GmbH, Mega Tierernährung GmbH & Co. KG, mp-tec GmbH & Co KG, Technische Werke Eberswalde, Theo Steil GmbH, THIMM Verpackung GmbH & Co. KG, 1Heiz Pellets AG, 1Heiz Energie GmbH |
| „Westlausitz“ (Finsterwalde, Großräschen, Lauchhammer, Schwarzheide, Senftenberg) | 077.278   | 29.213                                     | 37,80 %      | Automotive Maschinenbau Kunststoff/Chemie Metallbe- und verarbeitung/Mechatronik                                                                                  | Algatec Solar GmbH, Altrad Plettac Production GmbH, BASF Schwarzheide GmbH, Clever-Etiketten GmbH, EFEN Elektrotechnische Fabrik GmbH, EPV Solar Germany GmbH, Formteil-u. Schraubenwerk GmbH, Fränkische Rohrwerke Gebr. Kirchner GmbH, Industriegalvanik GmbH, Kjellberg Finsterwalde Plasma und Maschinen GmbH, LMBV mbH, Magna Intier Automotive Interiors GmbH, Starz GmbH Elektrotechnik-Electronic, TAKRAF GmbH, Thyssen Krupp Industrieservice GmbH, Uesa GmbH Schaltanlagenbau, VESTAS Blades Deutschland GmbH, Voestalpine Draht Finsterwalde GmbH, Züblin Stahlbau GmbH |
| Frankfurt (Oder), Eisenhüttenstadt                                                | 092.841   | 41.036                                     | 44,20 %      | Automotive Ernährungswirtschaft Logistik Metallbe- und verarbeitung/Mechatronik Medien/IKT Mikroelektronik                                                        | ArcelorMittal Eisenhüttenstadt GmbH, Propapier PM2 GmbH, Ferrostaal Maintenance Eisenhüttenstadt GmbH, Odersun AG, First Solar Manufacturing GmbH, Conergy SolarModule GmbH & Co. KG, 5N PV GmbH, KV-Terminal Frankfurt (Oder), Hafenbetriebsgesellschaft Eisenhüttenstadt mbH, Flugplatzgesellschaft Eisenhüttenstadt / Frankfurt (Oder) mbH, Messe- und Veranstaltungs GmbH, IHP GmbH, Leibniz-Institut für innovative Mikroelektronik |
| Fürstenwalde/Spree                                                                | 032.465   | 12.254                                     | 37,75 %      | Automotive Kunststoff/Chemie | Goodyear Dunlop Tires Deutschland GmbH (Pneumant), RFL Reifen-Felgen-Logistik Speditions- und Lager GmbH, E.DIS AG, PVflex Solar GmbH, Bonava Deutschland GmbH, Baser Kunststoffe GmbH, GKT Gummi- und Kunststofftechnik Fürstenwalde GmbH, KIV-Kreis GmbH, LACUFA GmbH Lacke und Farben, SEDO Chemicals Neoprene GmbH, Chemie- und Tankanlagenbau Reuther GmbH, Duktil Guss Fürstenwalde GmbH, ÖTEC Group, RST Gesellschaft für Wasserspartechnik GmbH |
| Luckenwalde                                                                       | 022.001   | 09.501                                     | 43,18 %      | Automotive Biotechnologie Ernährungswirtschaft Metallbe- und verarbeitung/Mechatronik                                                                             | Schaeffler KG, Rosenbauer Feuerwehrtechnik, ESB Schulte GmbH & Co. KG, D. Beschlag GmbH, LGC GmbH, AristoTech Implant Technologies GmbH, Luckenwalder Fleischwaren GmbH, Nanosolar GmbH |
| Ludwigsfelde                                                                      | 024.117   | 11.501                                     | 47,69 %      | Automotive Logistik Ernährungswirtschaft Luft- und Raumfahrttechnik Metallbe- und verarbeitung/Mechatronik                                                        | Mercedes-Benz Ludwigsfelde GmbH, MTU Aero Engines Deutschland, ThyssenKrupp Umformtechnik, VW Originalteile Logistik GmbH & Co KG, Franke Aquarotter |
| Neuruppin                                                                         | 030.986   | 14.318                                     | 46,21 %      | Automotive Ernährungswirtschaft Kunststoff/Chemie Holzverarbeitende Wirtschaft und Papier                                                                         | FLN Feuerlöschgeräte Neuruppin Vertriebs-GmbH, TIK Technische, Industriekunststoffe GmbH, PRETTL Kabeltechnik GmbH, Atotech Deutschland GmbH, REA Plastik Tech GmbH, Rotasin Kunststofftechnik GmbH, Straub Etiketten GmbH, Cuba Kunststoffverarbeitung, Technoplan Zelte und Planen GmbH, CABLO Metall-Recycling & Handel GmbH, Ruppiner Papier- und Folienwerke GmbH, FeSoTex GmbH, Carstens-Keramik Rheinsberg GmbH, Keramik Manufaktur Dornbusch GmbH, Opitz Holzbau GmbH & Co. KG, Opitz Solar GmbH, Bullinger Holzwerke GmbH & Co. KG, Andersson Haus und Dach GmbH, Landhaus-Bau Glinstedt GmbH, PAS ProvidingAppliance Solutions Deutschland GmbH, TES Frontdesign GmbH, ASL Automationssysteme, Leske GmbH, HUCH Behälterbau GmbH, SBL Stahl- und Brückenbau GmbH, MEBATEC Stahlbau GmbH, Stahl-Bau-Handel Seeger GmbH, KOF Abgastechnik GmbH, Dreistern Konserven GmbH & Co. KG, Euromar Commodities GmbH, Kartzfehn Märkische Puten GmbH, SN Spezialfutter Neuruppin GmbH & Co. KG, Dr. Pieper Technologie- und Produktentwicklung GmbH, Rhinmilch-Verbund Agrarprodukte GmbH, Gut Hesterberg GmbH, Rheinsberger Preussenquelle GmbH, Jetcar Zukunftsfahrzeug GmbH |
| Oranienburg, Hennigsdorf, Velten                                                  | 079.601   | 28.300                                     | 35,55 %      | Biotechnologie Kunststoff/Chemie Metallbe- und verarbeitung/Mechatronik                                                                                           | Takeda Pharmaceutical Company, Pneu Laurent, ORAFOL Europe GmbH, Milchwirtschaftliche Lehr- und Untersuchungsanstalt Oranienburg, Bombardier Transportation, Hennigsdorfer Elektrostahlwerke GmbH, B.R.A.H.M.S, Wall AG, AWU Abfallwirtschafts-Union Oberhavel GmbH, Logistikzentrum der REWE Group |
| Potsdam                                                                           | 155.337   | 74.616                                     | 48,04 %      | | |
| Schwedt                                                                           | 033.455   | 11.858                                     | 35,91 %      | Mineralölwirtschaft/Biokraftstoffe Kunststoff/Chemie Metallbe- und verarbeitung/Mechatronik Logistik Holzverarbeitende Wirtschaft und Papier                      | PCK Raffinerie GmbH, VERBIO Diesel Schwedt GmbH & Co.KG, VERBIO Ethanol Schwedt GmbH & Co.KG, Holzkontor und Pelletierwerk Schwedt GmbH, LEIPA Georg Leinfelder GmbH / UPM GmbH Werk Schwedt, BUTTING Anlagenbau GmbH & Co.KG, EUBA Logistik GmbH, Logistik-Center Raiffeisen, Hartmann-Schwedt GmbH |
| Spremberg                                                                         | 025.001   | 11.001                                     | 44,00 %      | Energiewirtschaft/-technologie Kunststoff/Chemie Holzverarbeitende Wirtschaft und Papier                                                                          | Vattenfall Europe Mining AG, SPRELA GmbH, Erhard Hippe KG Hildesheim, Papierfabrik Hamburger-Spremberg GmbH & Co. KG, Spremberger Tuche GmbH |
| Schönefelder Kreuz Königs Wusterhausen, Wildau, Schönefeld                        | 055.601   | 23.401                                     | 42,09 %      | Automotive Luftfahrttechnik Logistik Medien/IKT Biotechnologie Metallbe- und verarbeitung/Mechatronik                                                             | Flughafen Flughafen Berlin Brandenburg, Höffner Möbelgesellschaft GmbH & Co. KG |
| Prignitz Perleberg, Wittenberge, Karstädt                                         | 040.001   | 13.611                                     | 34,03 %      | Ernährungswirtschaft Logistik Medien/IKT Metallbe- und verarbeitung/Mechatronik Mineralölwirtschaft/Biokraftstoffe Schienenverkehrstechnik                        | |

Anmerkungen
1. ↑  Stand 31. Dezember 2009
2. ↑  Stand 31. Dezember 2009
3. ↑  Stand 30.09.2019 (eurostat)
4. ↑  Stand 30. September 2010
5. ↑  Stand 30. November 2010
6. ↑  Stand Juni 2010
7. ↑  Stand Dezember 2010
8. ↑  Stand Juni 2008
9. ↑  Stand 30. Juni 2010
10. ↑  Stand 30. November 2010
11. ↑  Stand 2010
12. ↑  Stand November 2010
13. ↑  Stand Juni 2010
14. ↑  Stand März 2012
15. ↑  Stand Juni 2011
16. ↑  Stand 2009